# Ólom-azid
Az ólom-azid vagy pontosabban ólom(II)-azid egy kémiai vegyület, a hidrogén-azid ólomsójának tekinthető. A képlete Pb(N3)2. Fehér vagy világos rózsaszín kristályokat alkot. Robbanékony vegyület, melegítés vagy ütés hatására  könnyen felrobban. Robbanószerként használják, főként gyutacsok készítésére. Mérgező tulajdonságú.

## Kémiai tulajdonságai
Az ólom-azid nagyon robbanékony, ütés vagy melegítés hatására hevesen robban. A robbanás során elemi állapotú ólomra és nitrogénre bomlik. Detonációs sebessége 4 g/cm³ sűrűség mellett 5180 m/s.
{\displaystyle \mathrm {2Pb(N_{3})_{2}\rightarrow 2Pb+6N_{2}} }

## Előállítása
Ólom(II)-acetátot, esetleg ólom(II)-nitrátot vízben feloldanak és általában nátrium-azid oldatba öntik. A keletkező oldhatatlan csapadék az ólom-azid.
{\displaystyle \mathrm {(CH_{3}COO)_{2}Pb+2\ NaN_{3}\rightarrow Pb(N_{3})_{2}+2CH_{3}COONa} }
{\displaystyle \mathrm {Pb(NO_{3})_{2}+2\ NaN_{3}\rightarrow Pb(N_{3})_{2}+2NaNO_{3}} }

## Felhasználása
Magas brizanciája, stabilitása és egyszerű előállíthatósága miatt a legfontosabb primer robbanóanyagnak számít. Gyutacsokban primer töltetként funkcionál. Kizárólag alumínium tokozású gyutacsokba teszik, mivel a rézzel érintkezve réz-azid képződhet, ami különösen veszélyes.
Mivel vízben nem oldódik és nem higroszkópos, detonációs tulajdonságait nedves állapotban is megőrzi. Ellentétben a legtöbb primer anyaggal, amelyek elveszítik érzékenységüket néhány százalék víz hozzáadásával, az ólom-azid még 40% víztartalommal sem veszít észrevehetően az erejéből.
Száraz állapotban elsősorban a súrlódásra való érzékenysége miatt veszélyes. Érzékenységére nagy hatással van a kristályok mérete. A 0,5 mm-nél nagyobb kristályokat tartalmazó ólom-azid teljesen alkalmatlan gyutacsok töltésére, és már átszórásra, érintésre is robbanhat (a kristályok eltörnek). Gyakorlati szempontból csak a nagyon finom (0,02 mm) kristályos ólom-azidnak van jelentősége. Gyártáskor speciális anyagokat kevernek az oldatba, hogy megakadályozzák a nagyobb kristályok létrejöttét. Az így legyártott anyag biztonságosnak számít.
Másik hátránya, hogy nehezen gyullad. A gyulladási hőmérséklete magasan 300 °C felett van és rövid nyílt lánggal nehéz begyújtani. A gyutacsokba ezért 5-10%-ban könnyen gyulladó vegyületekkel keverik.
Tartós napfény hatására a kristályok felületén ólom-oxid, illetve ólom válik ki, ami megvédi a kristályokat a további oxidációtól. Érzékenységére és robbanási tulajdonságaira ez a folyamat nincs hatással.